# Округ Блејн (Монтана)
Блејн (енгл. Blaine County) је округ у америчкој савезној држави Монтана.

## Демографија
По попису из 2010. године број становника је 6.491, што је 518 (-7,4%) становника мање него 2000. године.
| Група             | 2000.         | 2010.         |
| Белци             | 3.670 (52,4%) | 3.107 (47,9%) |
| Афроамериканци    | 12 (0,2%)     | 7 (0,1%)      |
| Азијати           | 6 (0,1%)      | 6 (0,1%)      |
| Хиспаноамериканци | 70 (1,0%)     | 115 (1,8%)    |
| Укупно            | 7.009         | 6.491         |